# Evgheni Sadovîi
Evgheni Sadovîi (n. 19 ianuarie 1973, Voljski, RSFS Rusă, URSS) este un înotător rus, medaliat olimpic. A participat la o ediție a Jocurilor Olimpice (1992) în care a câștigat 3 medalii de aur.